# Římskokatolická farnost Osečná
Římskokatolická farnost Osečná (lat. Oschicium) je zaniklá církevní správní jednotka sdružující římské katolíky na území města Osečná a v jeho okolí. Centrem farnosti byl kostel svatého Víta v Osečné.

## Historie farnosti
Středověká farnost (plebánie) existovala již před rokem 1350. Matriky jsou vedeny od roku 1622. Znovu ustanovena byla od roku 1686.
Ke dni 31. prosince 2024 byla farnost na základě rozhodnutí litoměřického biskupa Stanislava Přibyla sloučena do farnosti – děkanství Český Dub, která se tak stala nástupnickou farností.

### Duchovní správcové vedoucí farnost
Začátek působnosti jmenovaného v duchovní správě farnosti od:

#### Faráři v Osečné před reformací
- 1363 Bernard Beránek[4] (Bernardus[5]), 1. známý osečenský farář, † na podzim 1363
- 1363 Konrád Kuneš[4] (Conradus[5]), tohoto faráře pocházejícího z Turnova dosadil a uvedl do úřadu Vaněk z Vartenberka, † zemřel v listopadu 1363 po několikadenním pobytu v Osečné
- 29. 11. 1363 Hašek z Loženic[4] (Hrzek[5]), kterého dosadil Vaněk z Vartenberka a uveden byl do úřadu svébořickým farářem,[4] † 1371[5]
- 1371–1380[5] Jakub ze Solce[4] (Iacobus), † 1380[5]
- 1380[5] Martin z Ploškovic[4] (Martinus),[5] † v lednu 1392
- 1. 4. 1392 Mikuláš z Kamenice[4] (Nicolaus[5]), kterého dosadil Petr z Vartenberka[4]
- 1401–1427 Albertus ze Stvolínek, † 1427
- 1427 Wenceslaus[5]

#### Protestantští duchovní za období reformace
- 1565–1578 Michal Tielenius ze Svidnice, za jehož úřadování položil majitel děvínského panství Karel z Biberštejna základní kámen ke stavbě nového farního kostela v Osečné (dřívější kostel byl dřevěný s kamennými základy)
- 1578–1592 Baltazar Lindener
- 1592–1605 Jáchym Engelmann
- 1605–1608 Melchior Hornig, o kterém se zmiňuje v dopise Kryštof Scholze (vrchnostenský písař v Hořicích), který obdržel 1605 osečenský kantor a městský písař Thomas
- 1609–1612 Jáchym Büchel, který se v roce 1612 přesídlil do České Lípy, kde za několik týdnů zemřel. Jeho vdova Alžběta obdržela dle kostelních účtů z roku 1612 5 kop a 5 grošů jako náhradu za v Osečné zanechané dříví, hnůj a seno – tyto věci převzal později jeho nástupce.
- 1613–1624 M. Kryštof Ziegler, který vykonal cestu do Drážďan a k tomu účelu mu bylo vyplaceno na příkaz vrchnostenského hejtmana Jana Trinckého z kostelního jmění 10 kop grošů; v roce 1613 nastoupil v Osečné nový kantor Bedřich Pfaff; roku 1624 byli v celých Čechách vypovězeni protestantští duchovní a mezi nimi též M. Kryštof Ziegler – osečenský kostel byl úředně zapečetěn[4]

#### Římskokatoličtí kněží po reformaci
- 1627–1632 M. Adam Balthazar, kterému byl jakožto děkanovi farní kostel v Osečné přidělen jako filiální, hlavní jeho sídlo římskokatolického děkana bylo v Českém Dubě
- 1633–1656 M. Martin Cuculus, děkan v Českém Dubě a pak v Mnichově Hradišti
- 1657–1660 M. Vít Hofrichter, františkán z kláštera Marie Sněžné v Praze, děkan v Českém Dubě
- 1660–1662 Jan Kryštof Schweiger, františkán, děkan v Českém Dubě
- 1663–1668 Jan Václav Kozojedský ze Smidár, který založil v roce 1663 nejstarší, až do 21. století zachovanou farní matriku v Osečné
- 1669–1674 Jan František Tischler, děkan v Českém Dubě. Půjčil a pak daroval obci Osečná 40 zlatých na stavbu radnice v Osečné. Za děkana byly v roku 1682 v Osečné a Hodkovicích zřízeny samostatné kolatury a obsazeny novými faráři.
- 1686–1700 Josef Becker[4] (Casparus Boeckert[5]), farář v Osečné, † 23. prosince 1700
- 1701–1733 František Xaverský Richter, farář z Chrastavy. Za jeho půdobení na farním úřadě byly roku 1730 pořízeny sochy na náměstí v Osečné, † 12. května 1733 ve věku 63 let.[4]
- 1733–1749 (1724 Zacharias Paul[5]) Zachariáš Paul, farář v Osečné, narozen v Českém Dubě
- 1750–1771 Karel Schmid[4] (1765 Carolus Borr. Schmidt[5]), narozen v Praze, † 22. května 1771 v nemocnici milosrdných bratří v Praze
- 1771–1775 Josef Brouček[4] (Josephus Bauczek[5]), narozen v Lanškrouně, † 25. května 1775 v Osečné ve věku 39 let
- 1775–1792 Václav Miksch, farář v Osečné, † 10. února 1792[4] († 12. února 1792[5]) ve věku 68 let[4]
- 1792–1796 Jan Gube[4] (Ioann. Gaube[5]), jezuita, narozen v Liběšicích
- 1796–1806 Josef Simm, narozen v Českém Dubě,[4] † 23. října 1808
- 1809 Philipp. Kopal, † 24. 3. 1809
- 1810[5]–1819 Leopold Ranz[4] (Leopoldus Rantz[5]),	farář v Osečné, dříve c. k. polní kaplan a kazatel v Litoměřicích, † 15. června[4] (15. července[5]) 1819 v Osečné[4]
- 1819 par. vacat, coop. Car. Bergner[5]
- 1820–1826 Josef Rusch, narozen 15. března 1771 v Litoměřicích,[4] vysvěcen 24. února 1794,[5] za něho vypukl na osečenské faře požár, při kterém shořelo dalších mnoho budov,[4] † 26. 10. 1856[5]
- 1826–1831 Michal Grund, narozen 9. dubna 1788 Grulich., vysvěcen 23. srpna 1812,[5] založil farní pamětní knihu, bydlel s kaplanem Josefem Richterem v čp. 72, † 4. srpna 1843 jako farář v Hodkovicích
- 1831–1870 Josef Richter, narozen 9. října 1796 Tollensteinens., vysvěcen 27. srpna 1825,[5] nejprve byl administrátorem, od 1. prosince 1831 farářem a od roku 1849 děkanem v Osečné. Za jeho úřadování koupil kníže Rohan ze Sychrova od dolnorakouského náboženského fondu panství Český Dub a daroval farnímu kostelu v Osečné nové varhany za 400 zl., † 7. dubna 1870[4] († 27. dubna 1870)[5]
- 1871 Josef Alois Kouble, n. 3. 8. 1825 Boskov, o. 25. 7. 1849, † 7. 7. 1886
- 1874 par. vacat, admin. int. Joann. Bernard[5]
- 1874–1875 Jan Holý, narozen 20. července 1818[4] Hochstadium, vysvěcen 25. července 1843,[5] přeložen roku 1875 do Vlastibořic,[4] † 6. října 1895[5]
- 1875–1903 Josef Fischer, narozen 13. ledna 1833 v Tanvaldu, vysvěcen 25. července 1857, od roku 1903 působil v Turnově, † 10. dubna 1918
- 1904–1918 Josef Mansfeld[4] (Mannsfeld), narozen 1. července 1861 Karlův Vrch,[5] nebo 1. června 1863 v Jemnikách u Mladé Boleslavi,[4] vysvěcen 16. května 1886,[5] † 3. května 1918[4]
- 1918–1922 Petr Bichler, narozen 8. dubna 1882 Welschbillig (G.), vysvěcen 14. července 1907, v roce 1922 přeložen jako děkan z Osečné do Vratislavic, † 18. května 1952
- 1922–1934 Jan Röttig, narozen 26. dubna 1888 Georgswalde, vysvěcen 14. července 1912, † 30. srpna 1934
- 1934–1935 par. vacat, admin. interc. Josef Richter,[5] dříve kaplan v Rumburku[4]
- 1. 9. 1935 Václav Rönelt, narozen 1. března 1888 Taucherschin, vysvěcen 13. července 1913, jako děkan odešel dobrovolně s odsunem německých obyvatel do Bavorska, † 23. října 1960
- 2. 9. 1946 Jan Padrta, vykonával duchovní správu a bohoslužby v Osečné, následně byl děkanem v Českém Dubě, pak v Mnichově Hradišti
- 1. 8. 1954 Václav Marvan
- 15. 6. 1955 Josef Matura, admin. exc.
- 27. 3. 2012 Miroslav Maňásek, admin. exc.,[5] od 1. 4. 2023 – 31. 12. 2024 admin. exc. in spiritualibus, narozen 17. 3. 1958
- 1. 4. 2023 – 31. 12. 2024 Michael Koudelka, trvalý jáhen, admin. exc. in materialibus, narozen 5. 6. 1972[6]

Kromě kněží stojících v čele farnosti, působili ve farnosti v průběhu její historie i jiní kněží. Většinou pracovali jako farní vikáři, kaplani, katecheté, výpomocní duchovní aj.

## Území farnosti
Do farnosti náležely území obce:
- Břevniště (Merzdorf)[p 3]
- Druzcov (Drausendorf)[p 3]
- Chrastná (Krassa)[p 3]
- Janův Důl (Johannesthal)[p 3]
- Kotel (Kessel)[p 3]
- Lázně Kundratice (Bad Kunnersdorf)[p 3]
- Podvrší (Kühthal)[p 3]
- Osečná (Oschitz)[p 3]
- Vlachové (Wlachei)[p 3]
- Zábrdí (Sabert)[p 3]

## Římskokatolické sakrální stavby na území farnosti
| | Fotografie | Stavba            | Místo     | Bohoslužby                      | Zeměpisné souřadnice             | Status        | Číslo kulturní památky           |
| Kostel | Kostel     | Kostel            | Kostel    | Kostel                          | Kostel                           | Kostel        | Kostel                           |
| --- | ---------- | ----------------- | --------- | ------------------------------- | -------------------------------- | ------------- | -------------------------------- |
| 1. |            | Kostel sv. Víta   | Osečná    | bližší informace o bohoslužbách | 50°41′40″ s. š., 14°55′17″ v. d. | farní kostel  | 21386/5-4402 (Pk•MIS•Sez•Obr•WD) |
| Kaple |            |                   |           |                                 |                                  |               |                                  |
| 2. |            | Kaple sv. Josefa  | Druzcov   | bližší informace o bohoslužbách | 50°43′15″ s. š., 14°55′29″ v. d. | obecní kaple  | 32894/5-4221 (Pk•MIS•Sez•Obr•WD) |
| Zaniklé objekty |            |                   |           |                                 |                                  |               |                                  |
| 3. |            | Kaple sv. Prokopa | Břevniště | Nelze sloužit                   |                                  | zbořená kaple | —                                |
| Některé drobné sakrální stavby a pamětihodnosti lze dohledat zde v databázi Drobné sakrální památky Zaniklé sakrální stavby lze dohledat zde v databázi Poškozené a zničené kostely, kaple a synagogy v České republice |            |                   |           |                                 |                                  |               |                                  |

Ve farnosti se nacházely i další drobné sakrální stavby, místa římskokatolického kultu a pamětihodnosti, které neobsahuje tato tabulka. Patří mezi ně křížová cesta na Kotelském vrchu poblíž obce Kotel. V roce 2015 došlo k opravě kaple Božího hrobu, která je součástí křížové cesty, a kterou následně požehnal litoměřický biskup Jan Baxant. V pátek 15. června 2018 byla křížová cesta na Kotelském vrchu po opravě znovu požehnána generálním vikářem Martinem Davídkem.

## Galerie

Římskokatolická farnost Osečná
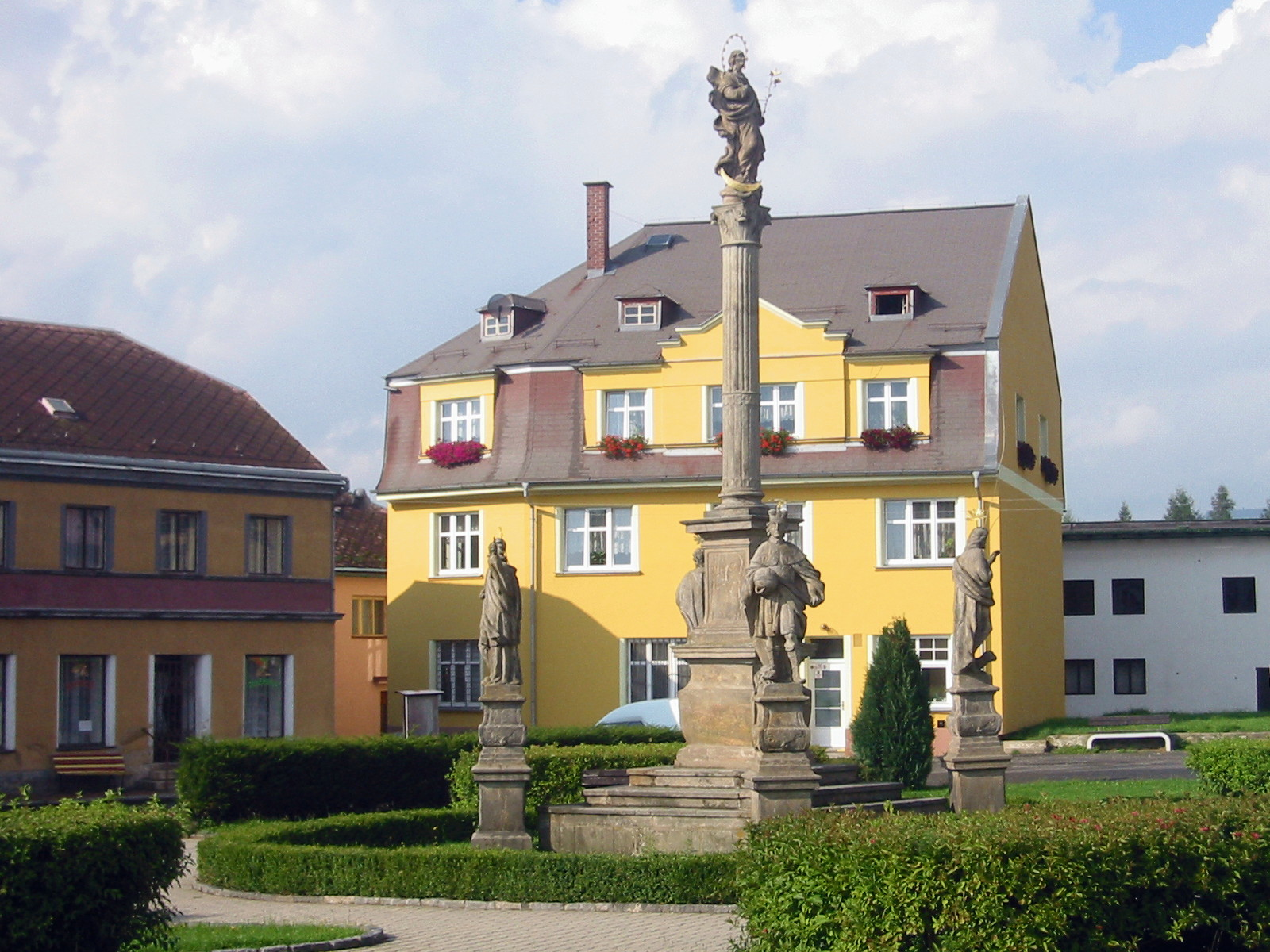
Mariánský sloup v Osečné
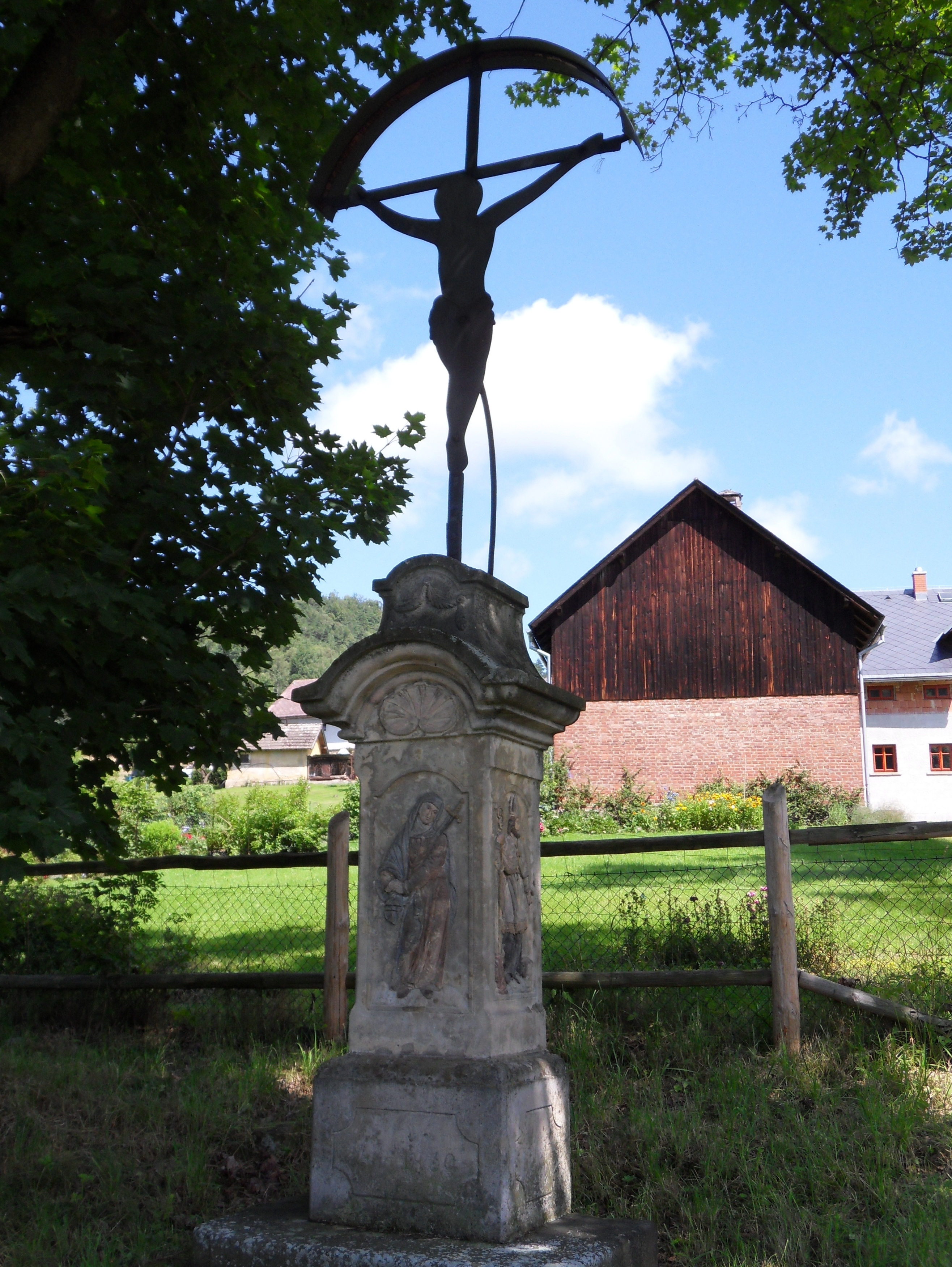
Kříž v Zábrdí z roku 1830
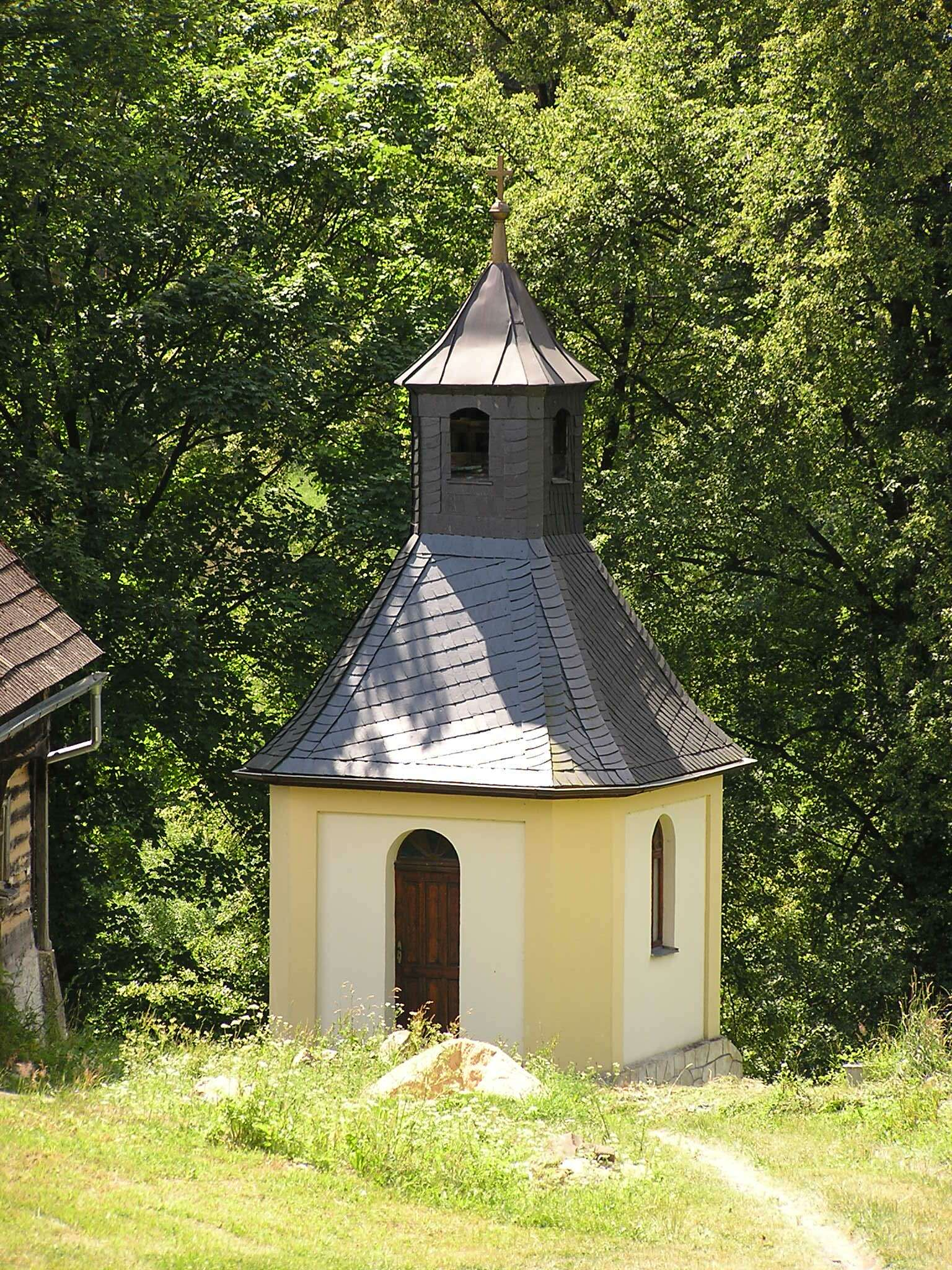
Kaple v Zábrdí u Osečné
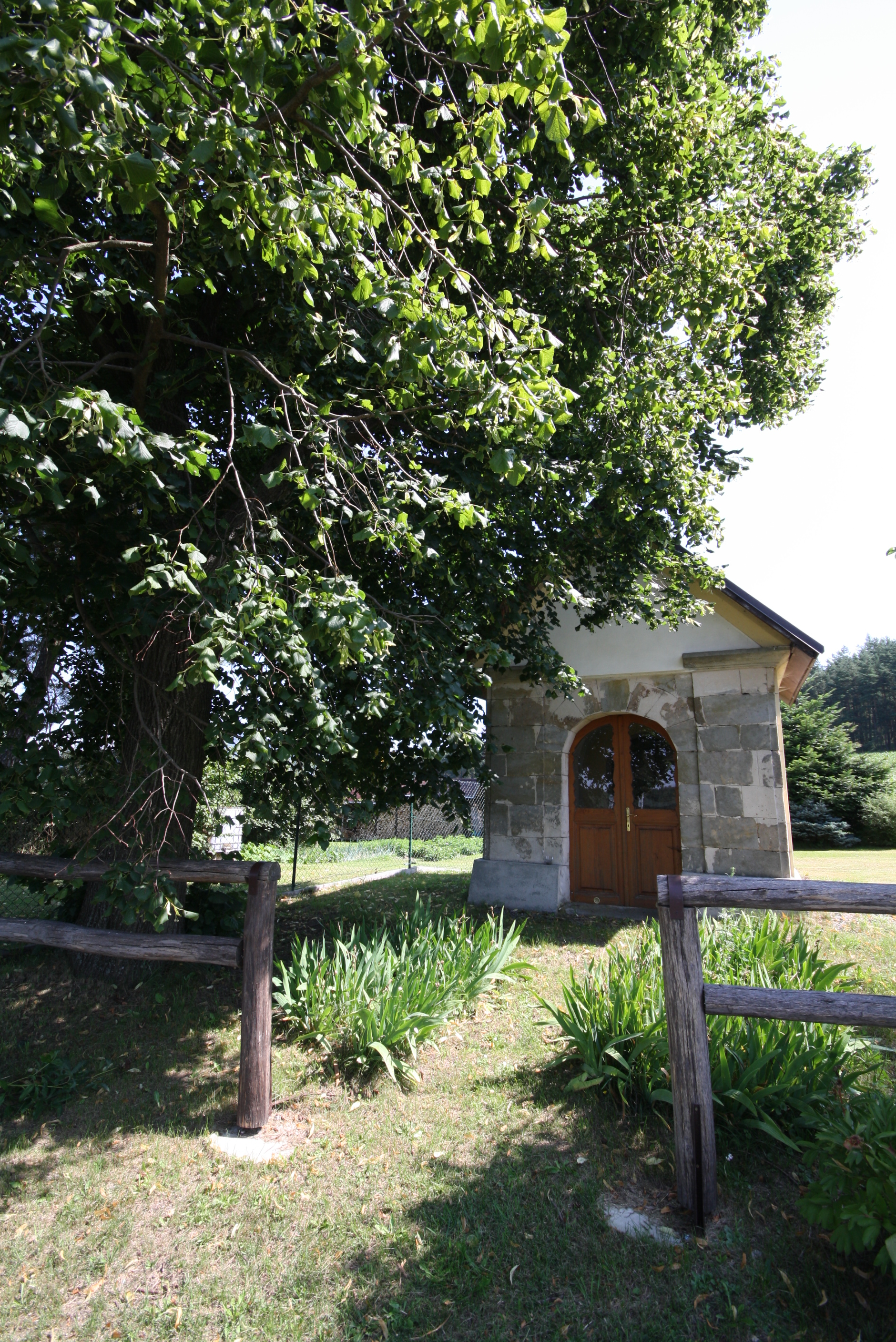
Kaple sv. Anny, jihovýchodně od obce Kotel